# Ribouisse
Ribouisse (okzitanisch: Riboissa) ist eine Gemeinde mit 101 Einwohnern (Stand: 1. Januar 2022) im Westen des Départements Aude in der südfranzösischen Region Okzitanien (vor 2016: Languedoc-Roussillon). Die Gemeinde gehört zum Arrondissement Carcassonne und zum Kanton La Piège au Razès. Die Einwohner werden Ribouissiens genannt.

## Lage
Ribouisse liegt etwa 40 Kilometer westlich von Carcassonne. Der Vixiège begrenzt die Gemeinde im Norden. Umgeben wird Ribouisse von den Nachbargemeinden Gaja-la-Selve im Norden, Cazalrenoux im Nordosten, Saint-Julien-de-Briola im Osten und Südosten, Plavilla im Süden sowie Lafage im Westen.

## Geschichte
1271 wurde die Bastide von Ribouisse gegründet.

## Bevölkerungsentwicklung

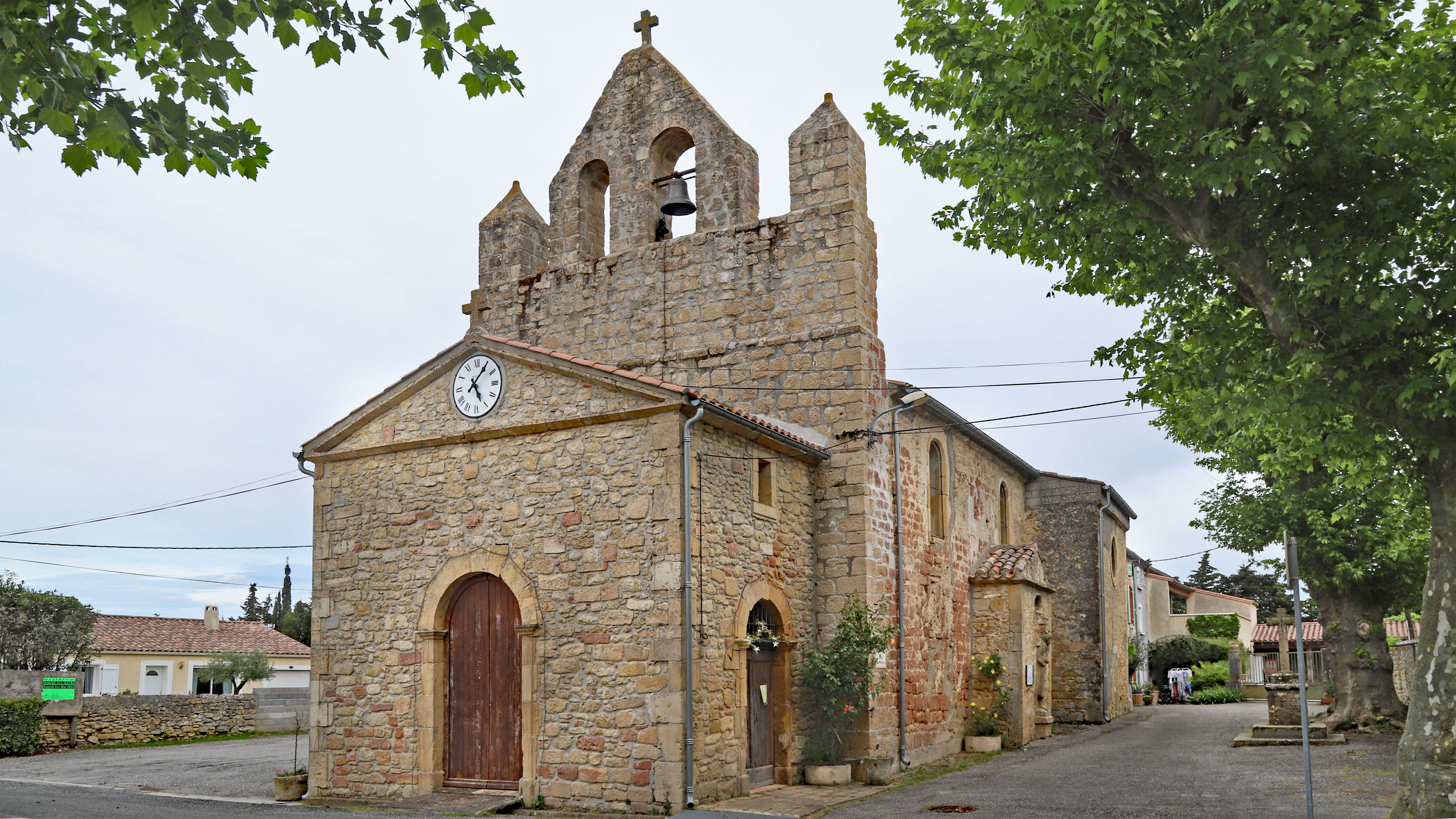
Himmelfahrtskirche in Ribouisse

| Jahr                       | 1962 | 1968 | 1975 | 1982 | 1990 | 1999 | 2006 | 2019 |
| Einwohner                  | 158  | 152  | 122  | 110  | 122  | 103  | 105  | 111  |
| Quellen: Cassini und INSEE |      |      |      |      |      |      |      |      |